# Provoleta
La Provoleta es un plato típico de la gastronomía Argentina, elaborado con Queso Provolone Hilado Argentino (Provoleta) a la parrilla, y comúnmente servido como entrada en el 'asado' tradicional.

## Características
Este tipo de queso fue creado especialmente para asar  a la parrilla  o a la plancha, y su forma cilíndrica  permite el fraccionamiento en rodajas.

Se elabora mediante un proceso denominado "hilado" de la masa (pasta filata), el cual es el requisito indispensable para que no se derrita ni deforme al momento de su cocción en la parrilla.

Es un queso de color blanco con tonalidad amarillento uniforme y de baja humedad, graso o semigraso, elaborado con leche de vaca acidificada por cultivo de bacterias lácticas, coagulada por cuajo de cabrito, cordero o enzimas específicas.
La masa es fermentada, hilada, salada y madurada mientras que la pasta es dura, compacta, semi-consistente y friable. Su sabor característico, al igual que el aroma, están originados por el cuajo o enzimas utilizadas, picante y agradable, bien desarrollados.

## Origen
El Queso Provolone Hilado Argentino tal como lo indica su nombre es una variedad argentina del queso provolone de origen italiano, y la necesidad de unificar hábitos alimentarios argentino-italianos, propició la idea de introducir un producto típicamente italiano como el queso provolone, en el asado criollo.

## Formato
Este tipo de queso se comenzó a producir y comercializar en 1940. Y en 1955 se incorporó al Código Alimentario Argentino  con la denominación Queso Provolone Hilado Argentino Art. 639. 
El inciso "d" de dicho artículo describe: "Forma: tronco-cónica alargada (piriforme), con base mayor esférica y base menor plana. Puede presentarse también con la forma de: pera, melón o cilindro."

La piriforme es la tradicional del queso provolone y cuando se refiere a pera, melón o cilindro son las novedosas formas creadas por Don Natalio Alba, y registradas en la Dirección de Modelos y Diseños Industriales Clase 1 N° 7613 Naturaleza: Forma exterior y medio de sostén estéticos para queso de fecha 16-02-1968; Clase 1 N° 7634 Naturaleza: Forma particularmente novedosa para quesos de fecha 23-02-1968 y  Clase 1 N° 7612 Naturaleza: Forma exterior de queso de nuevo aspecto de fecha 16-02-1968 respectivamente.

## Etimología
Así como la denominación de origen provolone significa "provola grande" el término provoleta utiliza la misma lógica, ya que en italiano 'provoletta' podría entenderse como 'provola pequeña'. Al igual que otras palabras como fugazeta o pizzeta, que provienen del italiano y fueron transformándose, provoleta dejó de llevar doble T con el paso del tiempo, este es un ejemplo más de la influencia italiana en la jerga de Buenos Aires, y el área del Río de la plata en general

## Historia
Don Natalio Alba (1902-1983) oriundo de Rossano, un municipio italiano de la provincia de Cosenza Calabria se radicó en la Argentina siendo muy joven, dedicándose a trabajar en la industria láctea. Su mayor anhelo era integrar las costumbres alimentarias de ambos países, teniendo en cuenta la importante cantidad de habitantes italianos en territorio argentino.
Dado que el queso es un componente indispensable en la gastronomía italiana, y la carne en la gastronomía argentina, consideró apropiado introducir un queso italiano en el asado argentino.

Inspirando a los quesos típicos de la región de Calabria, como la provola silana y el caciocavallo silano, nació el Queso Provolone Hilado Argentino, al que bautizó con la marca Provoleta, quedando dicha creación como una tradición en la gastronomía argentina.

## Galería

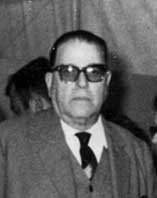
Don Natalio Alba, creador de la provoleta argentina
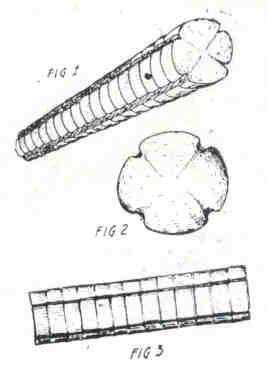
Modelo provoleta
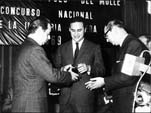
Premio al queso provolone hilado marca Provoleta
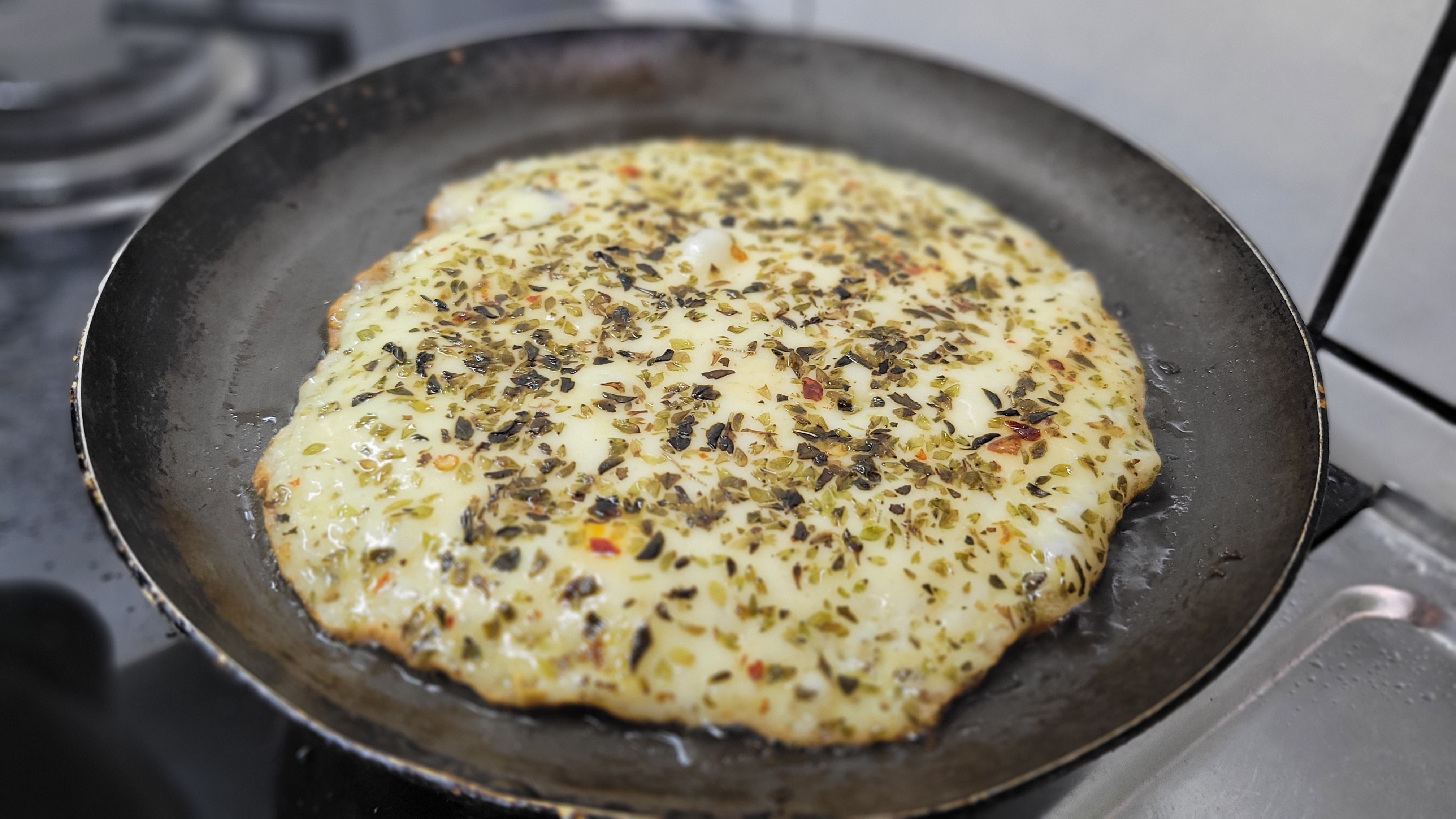
Porción de provoleta cocida en una sartén